# Gustave Lachance
Le docteur Gustave Lachance (1912 à Québec - 12 avril 2005 à Québec) est un dentiste québécois.
Professeur titulaire à la faculté de médecine dentaire de l’Université Laval, récipiendaire de la distinction de l'ordre du Canada, qui en plus de sa carrière universitaire s'est dévoué au sein d'organismes culturels et artistiques dont l'Institut canadien de Québec dont il fut le président de 1966 à 1969.
Il fut aussi président de l'Orchestre symphonique de Québec. Gustave Lachance s'est impliqué dans diverses organisations artistiques tel que l'Opéra de Québec, Théâtre du Trident, le Théâtre du Vieux Québec, ainsi que de nombreux organismes locaux et régionaux qui touchent les arts et la culture.
Il fut président de la société dentaire de Québec, rédacteur en chef du journal Le Quartier latin, et fut un leader dans le monde médical en Gaspésie.